# Echinomysis distinguenda
Echinomysis distinguenda är en kräftdjursart som beskrevs av Coifmann 1936. Echinomysis distinguenda ingår i släktet Echinomysis och familjen Mysidae. Inga underarter finns listade i Catalogue of Life.